# Anthochortus laxiflorus
Anthochortus laxiflorus är en gräsväxtart som först beskrevs av Christian Gottfried Daniel Nees von Esenbeck, och fick sitt nu gällande namn av Hans Peter Linder. Anthochortus laxiflorus ingår i släktet Anthochortus och familjen Restionaceae. Inga underarter finns listade i Catalogue of Life.